# Chorwacja na Zimowych Igrzyskach Olimpijskich Młodzieży 2012
Chorwację na Zimowych Igrzyskach Olimpijskich Młodzieży 2012, które odbywały się w Innsbrucku reprezentowało 9 zawodników.

## Skład reprezentacji Chorwacji

### Biathlon
Chłopcy
| Zawodnik    | Konkurencja    | Bieg    | Bieg       | Miejsce |
| Zawodnik    | Konkurencja    | Czas    | Strzelanie | Miejsce |
| ----------- | -------------- | ------- | ---------- | ------- |
| Matej Burić | Sprint         | 21:28.3 | 2+0        | 19.     |
| Matej Burić | Bieg pościgowy | 32:55.8 | 0+2+2+2    | 21.     |

### Biegi narciarskie
Chłopcy
| Zawodnik          | Konkurencja   | Kwalifikacje | Kwalifikacje | Ćwierćfinał   | Ćwierćfinał   | Półfinał      | Półfinał      | Finał         | Finał         |
| Zawodnik          | Konkurencja   | Wynik        | Miejsce      | Wynik         | Miejsce       | Wynik         | Miejsce       | Wynik         | Miejsce       |
| ----------------- | ------------- | ------------ | ------------ | ------------- | ------------- | ------------- | ------------- | ------------- | ------------- |
| Krešimir Crnković | Sprint        | 1:54.08      | 35.          | Nie awansował | Nie awansował | Nie awansował | Nie awansował | Nie awansował | Nie awansował |
| Krešimir Crnković | Bieg na 10 km |              |              |               |               |               |               | 33:27.4       | 32.           |

Dziewczęta
| Zawodnik   | Konkurencja  | Kwalifikacje | Kwalifikacje | Ćwierćfinał    | Ćwierćfinał    | Półfinał       | Półfinał       | Finał          | Finał          |
| Zawodnik   | Konkurencja  | Wynik        | Miejsce      | Wynik          | Miejsce        | Wynik          | Miejsce        | Wynik          | Miejsce        |
| ---------- | ------------ | ------------ | ------------ | -------------- | -------------- | -------------- | -------------- | -------------- | -------------- |
| Rea Raušel | Sprint       | 2:15.16      | 35.          | Nie awansowała | Nie awansowała | Nie awansowała | Nie awansowała | Nie awansowała | Nie awansowała |
| Rea Raušel | Bieg na 5 km |              |              |                |                |                |                | 16:59.1        | 25.            |

### Hokej na lodzie
Chłopcy
| Zawodnik       | Konkurencja                         | Kwalifikacje | Kwalifikacje | Wielki finał | Wielki finał |
| Zawodnik       | Konkurencja                         | Punkty       | Miejsce      | Punkty       | Miejsce      |
| -------------- | ----------------------------------- | ------------ | ------------ | ------------ | ------------ |
| Matija Miličić | Konkurs umiejętności indywidualnych | 11           | 8. Q         | 14           | 6.           |

### Narciarstwo alpejskie
Chłopcy
| Zawodnik    | Konkurencja     | Wyniki  | Wyniki  | Wyniki       | Wyniki       |
| Zawodnik    | Konkurencja     | Runda 1 | Runda 2 | Razem        | Miejsce      |
| ----------- | --------------- | ------- | ------- | ------------ | ------------ |
| Istok Rodeš | Slalom          | 41.15   | 40.84   | 1:21.99      | 9.           |
| Istok Rodeš | Slalom gigant   | 57.82   | 56.64   | 1:54.46      | 6.           |
| Istok Rodeš | Supergigant     |         |         | Nie ukończył | Nie ukończył |
| Istok Rodeš | Superkombinacja | 1:05.51 | 37.70   | 1:43.21      | 9.           |

Dziewczęta
| Zawodnik      | Konkurencja     | Wyniki  | Wyniki        | Wyniki        | Wyniki        |
| Zawodnik      | Konkurencja     | Runda 1 | Runda 2       | Razem         | Miejsce       |
| ------------- | --------------- | ------- | ------------- | ------------- | ------------- |
| Saša Tršinski | Slalom          | 41.95   | Nie ukończyła | Nie ukończyła | Nie ukończyła |
| Saša Tršinski | Slalom gigant   | 59.40   | 1:00.16       | 1:59.56       | 11.           |
| Saša Tršinski | Supergigant     |         |               | 1:07.07       | 12.           |
| Saša Tršinski | Superkombinacja | 1:06.93 | 38.28         | 1:45.21       | 14.           |

### Saneczkarstwo
Dziewczęta
| Zawodnik    | Konkurencja | Finał   | Finał   | Finał    | Finał   |
| Zawodnik    | Konkurencja | Ślizg 1 | Ślizg 2 | Razem    | Miejsce |
| ----------- | ----------- | ------- | ------- | -------- | ------- |
| Ema Bago    | Jedynki     | 42.351  | 42.379  | 1:24.730 | 22.     |
| Petra Petko | Jedynki     | 42.094  | 41.780  | 1:23.874 | 21.     |

### Snowboard
Dziewczęta
| Zawodnik           | Konkurencja | Kwalifikacje | Kwalifikacje | Kwalifikacje | Półfinał       | Półfinał       | Półfinał       | Finał          | Finał          | Finał          |
| Zawodnik           | Konkurencja | Zjazd 1      | Zjazd 2      | Pozycja      | Zjazd 1        | Zjazd 2        | Pozycja        | Zjazd 1        | Zjazd 2        | Miejsce        |
| ------------------ | ----------- | ------------ | ------------ | ------------ | -------------- | -------------- | -------------- | -------------- | -------------- | -------------- |
| Paulina Berislavić | Halfpipe    | 8.75         | 5.75         | 16.          | Nie awansowała | Nie awansowała | Nie awansowała | Nie awansowała | Nie awansowała | Nie awansowała |
| Paulina Berislavić | Slopestyle  | 10.25        | 19.50        | 13.          |                |                |                | Nie awansowała | Nie awansowała | Nie awansowała |